# Kevin Alexander Stea
Kevin Alexander Stea, a właściwie Kevin Shih (ur. 17 października 1969 w Hollywood, w stanie Kalifornia) – amerykański tancerz, choreograf, aktor i model.

## Życiorys
Urodzony w Hollywood, ma pochodzenia pół europejskie (Walia) i pół chińskie. Dorastał w rozmaitych miejscach w Stanach Zjednoczonych, m.in. Oregon, Michigan, Eugene, Milwaukee, Santa Fe. Ukończył szkołę średnią w Singapurze przy United World College of South East Asia. Swoją edukację kontynuował na Uniwersytecie Stanu Południowej Kalifornii Szkoły Kinowo-Telewizyjnej w Los Angeles.
Karierę rozpoczął w 1990 roku w teledysku Vogue Madonny oraz jako kapitan grupy tancerzy i asystent choreografa podczas światowych koncertów Madonny Blond Ambition Tour, zarejestrowanych m.in. w filmie dokumentalnym W łóżku z Madonną (Truth or Dare/In Bed with Madonna, 1991). Współpracował także z takimi wykonawcami jak Michael Jackson, Salt-N-Pepa, En Vogue, Whitney Houston, David Bowie, Gloria Gaynor, Janet Jackson, George Michael, Toni Braxton i Cher.
Na ekranie pojawił się w filmach: musicalu Newsies (1992), Zakonnica w przebraniu 2: Powrót do habitu (Sister Act 2: Back in the Habit, 1993), Showgirls (1995), Klatka dla ptaków (The Birdcage, 1996), Aniołki Charliego (Charlie’s Angels, 2000), Austin Powers i Złoty Członek (Austin Powers in Goldmember, 2002), Rent (2005) oraz serialach, m.in. Melrose Place (1992) i Przyjaciele (Friends, 2001).

## Filmografia

### Filmy fabularne
- 1990: Dancing Machine jako tancerz
- 1991: Czarny czy biały (Black or White) jako rosyjski tancerz
- 1991: W łóżku z Madonną (Madonna: Truth or Dare/In Bed with Madonna) jako tancerz
- 1992: Newsies
- 1993: Zakonnica w przebraniu 2: Powrót do habitu (Sister Act 2: Back in the Habit) jako tancerz
- 1995: Showgirls jako Daryl
- 1996: Klatka dla ptaków (The Birdcage) jako dziewczyna
- 1997: Michael Jackson: HIStory on Film – Volume II jako tancerz
- 2000: Aniołki Charliego (Charlie’s Angels) jako tancerz
- 2000: Czas na taniec (A Time for Dancing) jako Bryan
- 2002: Austin Powers i Złoty Członek (Austin Powers in Goldmember) jako asystent reżysera 'Austinpussy'
- 2002: Country Miśki (The Country Bears) jako Cafe Patron
- 2002: Ostrożnie z dziewczynami (The Sweetest Thing) jako tancerz w klubie go-go
- 2004: Dziś 13, jutro 30 (13 Going On 30) jako tancerz
- 2004: Starsky i Hutch (Starsky & Hutch) jako tancerz
- 2005: Adam i Steve (Adam & Steve) jako tancerz rodeo
- 2005: Rent jako Cygan
- 2007: Nadzy chłopcy śpiewający (Naked Boys Singing) jako nagi służący

### Seriale TV
- 1989: Head of the Class jako Tancerz
- 1990: Hull High jako gracz futbolu
- 1992: Melrose Place jako Uczestnik aerobiku
- 1996: Fired Up jako tancerz
- 1996: Pamiętnik Czerwonego Pantofelka (Red Shoe Diaries) jako mężczyzna ze strefy
- 1997-98: Sława w Mieście Aniołów (Fame L.A.) jako fanatyczny tancerz
- 2001: Nikki jako Tancerz
- 2001: Przyjaciele (Friends)
- 2002: FireFly (Firefly) jako tancerz